# Sphenomorphus fuscolineatus
Sphenomorphus fuscolineatus este o specie de șopârle din genul Sphenomorphus, familia Scincidae, descrisă de Allen E. Greer și Eddie L. Shea în anul 2004. Conform Catalogue of Life specia Sphenomorphus fuscolineatus nu are subspecii cunoscute.